# Pablo García Cejas
Pablo José García Cejas (nacido en 1982), conocido como El Asesino de Maldonado, es un asesino en serie uruguayo que mató a tres conocidos en el departamento de Maldonado en 2015. Fue declarado culpable de triple homicidio y sentenciado a 30 años de prisión.

## Asesinatos
En enero de 2015, Pablo García visitaba un chalet en Punta del Este llamado "Los Picaflores", donde conoció a Claudia von Graevenitz, de 56 años. Ella le dio su número de teléfono y le dijo que tenían algo importante que discutir con él. Después de conocerse, Von Graevenitz le ofreció 90.000 pesos y un trabajo a cambio de matar a su hermano, Alejandro von Graevenitz, de 58 años, un delincuente con antecedentes penales, para que ella pudiera adquirir la casa familiar. Al principio, García se negó a aceptar, pero se le permitió pensarlo, y Von Graevenitz le dijo que la contactara en persona nuevamente. El 2 de abril, García viajó a la residencia Von Graevenitz para llevarle a Alejandro algunos artículos de un amigo suyo. Lo invitaron a pasar, y en el momento en que Alejandro le dio la espalda para lavar unos platos en el fregadero, García recordó la oferta de Claudia. Decidiendo que lo mataría en ese mismo momento, agarró una barra de hierro que encontró tirada cerca y comenzó a golpear a Alejandro en la cabeza repetidamente, dejándolo gravemente herido. Posteriormente descartó la barra de hierro en un vertedero, que luego fue encontrada por las autoridades. Cuando fue encontrado, Alejandro von Graevenitz aún respiraba, pero murió poco después de ser trasladado al Hospital Pan de Azúcar. A los pocos días del asesinato, Claudia le dio la suma prometida a García y lo tomó como empleado en Los Picaflores.
El 12 de junio, el Departamento de Policía de Maldonado recibió una llamada de Marianella González, informándoles que su hija, la prostituta de 19 años Koni Silva, con quien mantenía contacto regular, estaba desaparecida desde hace más de una semana. Más tarde ese mismo día, el dueño de un complejo de cabañas ubicado en Punta del Diablo llamó a la policía, informándoles que de una de las cabañas emanaba un hedor fétido. Cuando las autoridades ingresaron a la cabaña, encontraron el cuerpo desnudo y en descomposición de Silva, que había sido pésimamente cubierto con unas sábanas blancas. Una autopsia confirmó que la causa de la muerte fueron dos golpes en la cabeza, dados con una piedra de la chimenea, probablemente una semana antes. Investigaciones posteriores demostraron que fue vista por última vez con Pablo García Cejas, a quien había visitado en repetidas ocasiones para usar sus servicios e incluso la había invitado a quedarse en Los Picaflores, donde fumaban marihuana juntos. Según la confesión posterior de García, él le había contado sobre el asesinato de Von Graevenitz, luego de lo cual Silva amenazó con decirle a las autoridades si no le daba dinero. Temiendo que lo encarcelaran, García tomó una piedra de la chimenea y la golpeó dos veces en la cabeza, matándola instantáneamente. Después de tapar el cuerpo, tomó el teléfono de Silva y su Chevrolet Meriva alquilado, tirando las llaves de la cabaña en un contenedor de basura. Durante la semana siguiente, siguió inventando excusas de por qué no podía devolver las llaves, antes de regresar al complejo de cabañas el 11 de junio, alegando que había perdido las llaves originales y necesitaba copias. El empleado, Guillermo Martínez, luego confirmó a las autoridades que García era efectivamente el hombre visto por última vez con Silva, quien se fue definitivamente después de recoger sus pertenencias.
Luego de ser identificado como una persona de interés en el asesinato de Silva, García fue visto conduciendo su camioneta por las calles de Maldonado. Se produjo una persecución a alta velocidad, con disparos de la policía al vehículo, lo que provocó que se estrellara. A pesar de esto, García logró escapar a los cerros, evadiendo la captura. Después de caminar varios kilómetros, llegó frente a una empresa distribuidora y le rogó al vigilante que llamara un taxi, alegando que lo habían asaltado. Después de ofrecerle su número de teléfono al taxista para que el día siguiente le diera el dinero, lo llevó de regreso a Los Picaflores, donde se bañó y comió. Al día siguiente, Claudia von Graevenitz llegó al chalet y tras enterarse de que había vendido un mueble sin su permiso, empezó a discutir con García. Durante su discusión, ella lo abofeteó, con lo que él agarró un cuchillo. Mientras Von Graevenitz intentaba defenderse golpeándolo con una lámpara, García procedió a apuñalarla en numerosas ocasiones, matándola. Después de esto, tomó un auto con la intención de conducir hasta Chihuahua, donde vivían sus padres. El 15 de junio, la policía realizó un allanamiento en Los Picaflores, encontrando que todo el lugar había sido cerrado con llave. Luego de que la señora von Graevenitz no respondiera a ninguna llamada, las autoridades ingresaron por la fuerza, encontrando su cuerpo sin vida en uno de los dormitorios. Al darse cuenta de inmediato de que probablemente García había cometido el asesinato, la búsqueda se intensificó aún más, lo que resultó en su posterior arresto en la casa de sus padres al día siguiente.

## Juicio y encarcelamiento
Los asesinatos generaron indignación en la comunidad, y los medios lo calificaron como uno de los casos criminales más impactantes en la historia del departamento. En entrevista con Noticias de Maldonado, el jefe de policía Erode Ruíz expresó su decepción por no haber podido atrapar antes al asesino y dijo que los oficiales carecían de la información necesaria para evitar más víctimas. En su juicio posterior, Pablo García Cejas fue declarado culpable de los tres asesinatos y condenado a 30 años de prisión, que cumple en el Penal de Libertad. perfiladora criminal Adriana Savio Corvino luego brindaría un análisis psicológico del delincuente en una entrevista con Noticias de Maldonado.